# Vargha Tamás
Vargha Tamás (Székesfehérvár, 1959. február 2. – ) magyar angol nyelv és irodalom szakos középiskolai tanár, politikus; 2010. május 14. óta a Fidesz – Magyar Polgári Szövetség országgyűlési képviselője.

## Életrajz

### Tanulmányai
A székesfehérvári József Attila Gimnáziumban érettségizett. 1987-ben az Eötvös Loránd Tudományegyetem Bölcsészettudományi Karán angol nyelv és irodalom szakos középiskolai tanár végzettséget szerzett.
C típusú felsőfokú angol és C típusú alapfokú német nyelvvizsgája van.

### Politikai pályafutása
2006 és 2014 között Székesfehérvár Megyei Jogú Város Önkormányzata megyei jogú városok közgyűlésének tagja. 2007 és 2010 között Székesfehérvár Megyei Jogú Város Önkormányzata megyei jogú városok közgyűlésének tanácsnoka. 2010 és 2014 között a Fejér Megye Önkormányzat megyei közgyűlésének elnöke.
2010. május 14. óta a Fidesz – Magyar Polgári Szövetség országgyűlési képviselője, jelenleg a Fejér vármegyei 1. sz. országgyűlési egyéni választókerületben.
2012. október 16. és 2014. június 5. között a Honvédelmi Minisztérium államtitkára. 2014. június 15. óta ismét a Honvédelmi Minisztérium államtitkára.
2010. május 14. és 2012. december 11. között a Külügyi bizottság tagja. 2011. október 10. és 2012. december 11. Honvédelmi és rendészeti bizottság tagja.